# Трейлор, Сьюзан
Сью́зан Тре́йлор (англ. Susan Traylor; Нью-Йорк, Нью-Йорк, США) — американская актриса

, сценаристка, продюсер и режиссёр.

## Биография
Трейлор родилась в Нью-Йорке в семье актёра Уильяма Трейлора (1930—1989) и преподавателя по актёрскому мастерству Пегги Фойри (1924—1985). Её сестра — актриса Стефани Фойри. Она росла, в основном, в Лос-Анджелесе, где начала обучаться актёрскому мастерству. Позже она поступила в киношколу в Нью-Йорке.
В середине 1990-х годов она получила первые крупные роли.
Сьюзан замужем за режиссёром Джесси Диланом. У супругов есть двое детей — сын Уильям Пабло Дилан (род. 1995) и дочь Фойри Мэй Дилан.

## Избранная фильмография
| Год  |   | Русское название          | Оригинальное название   | Роль              |
| ---- | - | ------------------------- | ----------------------- | ----------------- |
| 1988 | ф | Яркие огни, большой город | Bright Lights, Big City | леди в кожаном    |
| 1992 | ф | Там, где течёт река       | A River Runs Through It | Рохайд            |
| 1992 | ф | Телохранитель             | The Bodyguard           | дизайнер платьев  |
| 1994 | ф | Спи со мной               | Sleep with Me           | Дебора            |
| 1994 | ф | Новое время               | The New Age             | Эллен Солтонстолл |
| 1995 | ф | За что стоит умереть      | To Die For              | Фэй Стоун         |
| 1995 | ф | Повелитель иллюзий        | Lord of Illusions       | Морин Пимм        |
| 1995 | ф | Схватка                   | Heat                    | Элейн Черитто     |
| 1995 | с | Сёстры                    | Sisters                 | Сандра            |
| 1997 | ф | День отца                 | Fathers' Day            | бортпроводница    |
| 1997 | ф | Она прекрасна             | She's So Lovely         | Люсинда           |
| 1998 | с | Прикосновение ангела      | Touched by an Angel     | Карла             |
| 2001 | с | Скорая помощь             | ER                      | Миссис Шуди       |
| 2003 | ф | Шоу века                  | Masked and Anonymous    | Миссис Браун      |
| 2004 | с | Справедливая Эми          | Judging Amy             | Эллен Шейн        |
| 2007 | с | Большая любовь            | Big Love                |                   |
| 2010 | ф | Гринберг                  | Greenberg               | Кэрол Гринберг    |
| 2010 | ф | Игры страсти              | Passion Play            | Ред               |